# NBAスリーポイント・シュートアウト
NBAスリーポイント・シュートアウト(正式にはフットロッカー・スリーポイント・シュートアウト)は、NBAが毎年2月に開催されるNBAオールスターゲームに先立って開かれるNBAオールスターウィークエンドの中で土曜日に行われるコンテストである。。日本では一般的にスリーポイントシュートコンテストと呼ばれている。

## 概要
同大会は開催週の日曜日に行われるNBAオールスターゲームに先立って土曜日に行われ、スリーポイントシュートによるポイントを競う。挑戦者にはシュートの精度もさることながら、立て続けにロングシュートを放つためのスタミナや精神力も求められる。初開催された1986年以降、ロックアウトによるシーズン縮小のためオールスターが開催されなかった1999年を除き、毎年開催されている。

## ルール
- 2ラウンド制。ファーストラウンドの上位3名でファイナルラウンドを競う。
- スリーポイントラインに沿って設置された5箇所のシューティングスポットごとに、公式ボール4球とマルチカラーボール(マネーボール)1球ずつ、計25球のボールが置かれており、出場者は制限時間1分の間にできるだけ多くのスリーポイントショットを成功させなければならない。
- シュートを決めるごとに、公式ボールの場合は1点、マネーボールの場合は2点が加算され、その合計点を競う。全数成功で最大で30ポイント取ることが可能。
- 同点の場合、ファーストラウンドは制限時間24秒、ファイナルラウンドでは制限時間60秒の延長戦が行われ、勝者が決まるまで続けられる。

## 歴代優勝者

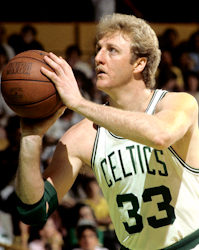
ラリー・バード (1986-1988)

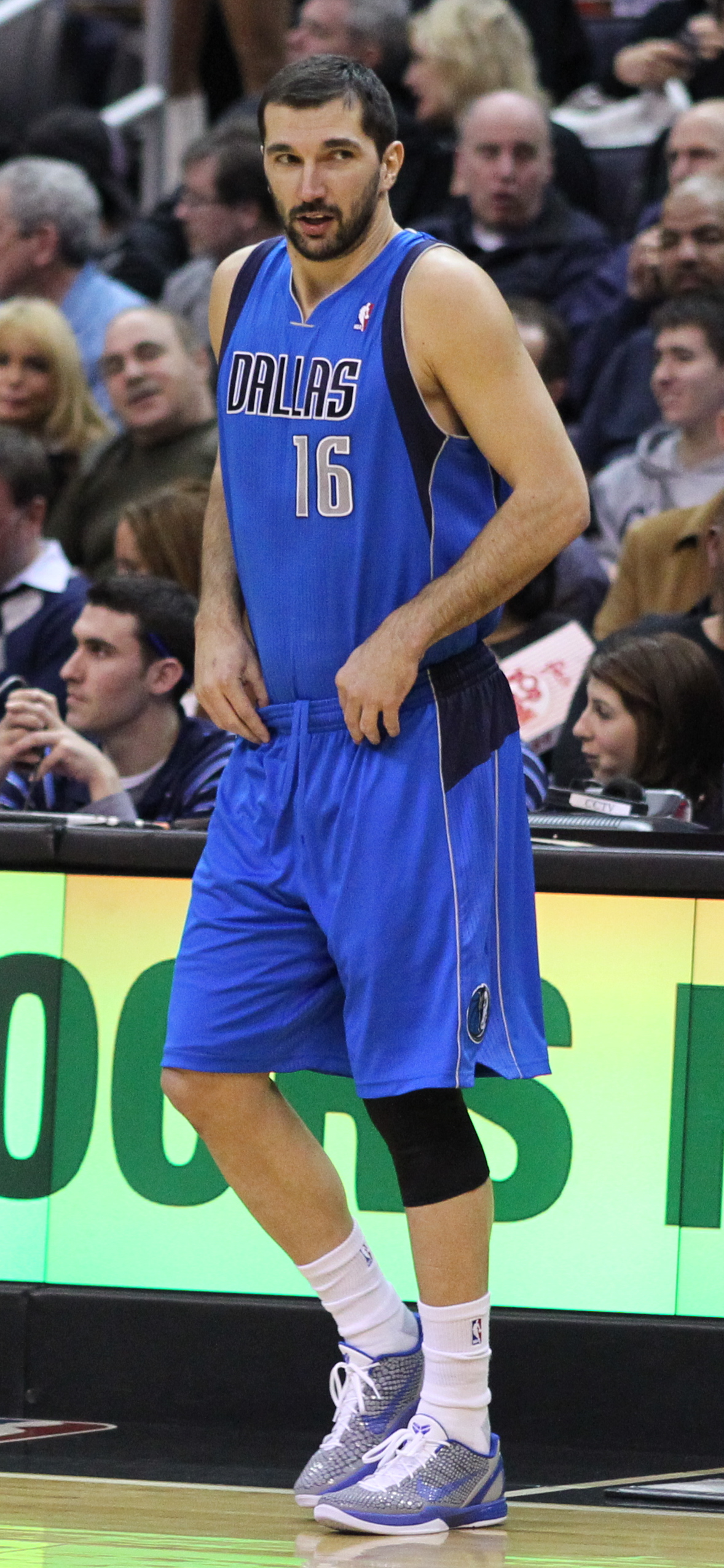
ペジャ・ストヤコヴィッチ (2002, 2003)

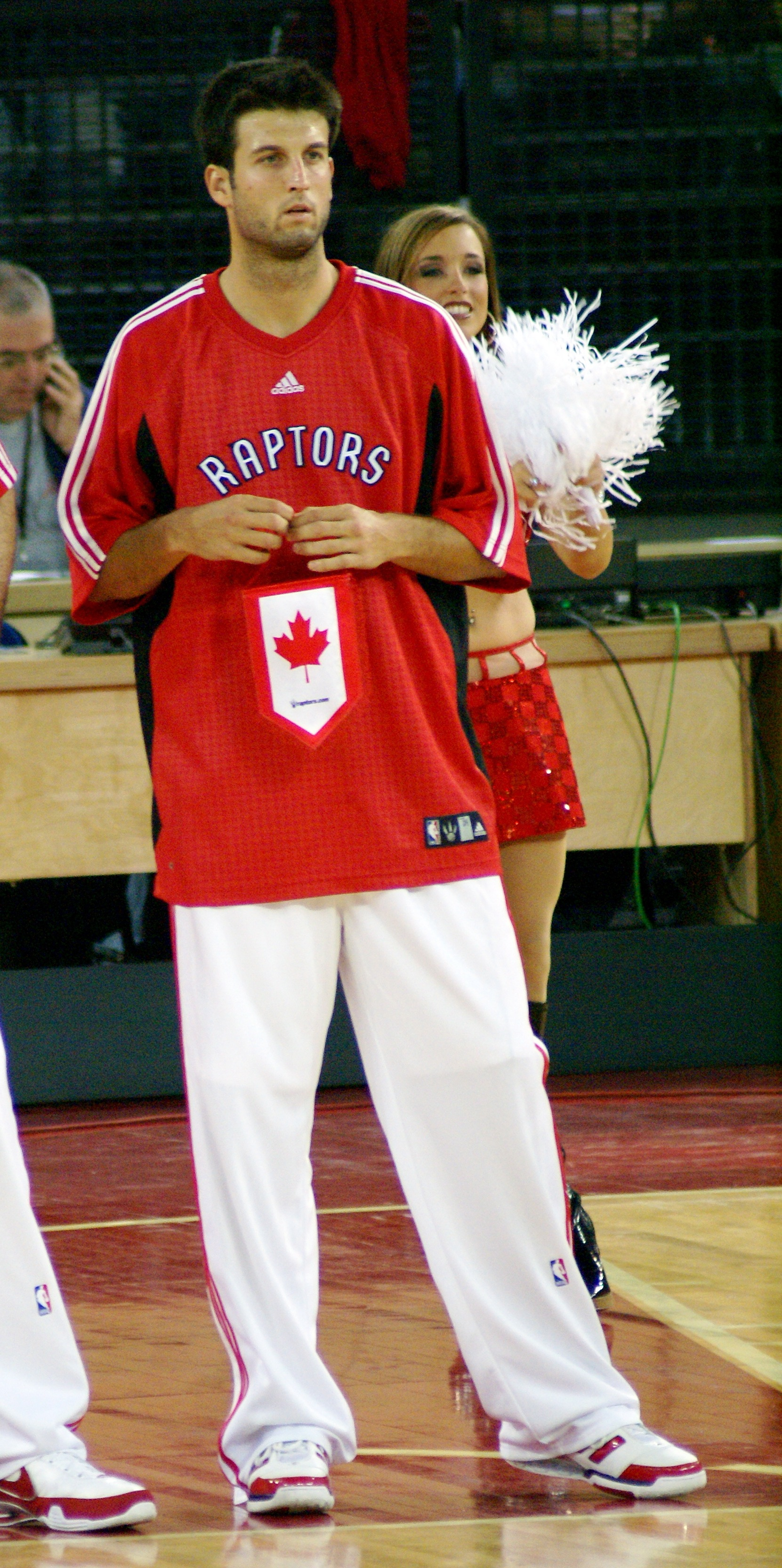
ジェイソン・カポノ (2007, 2008)

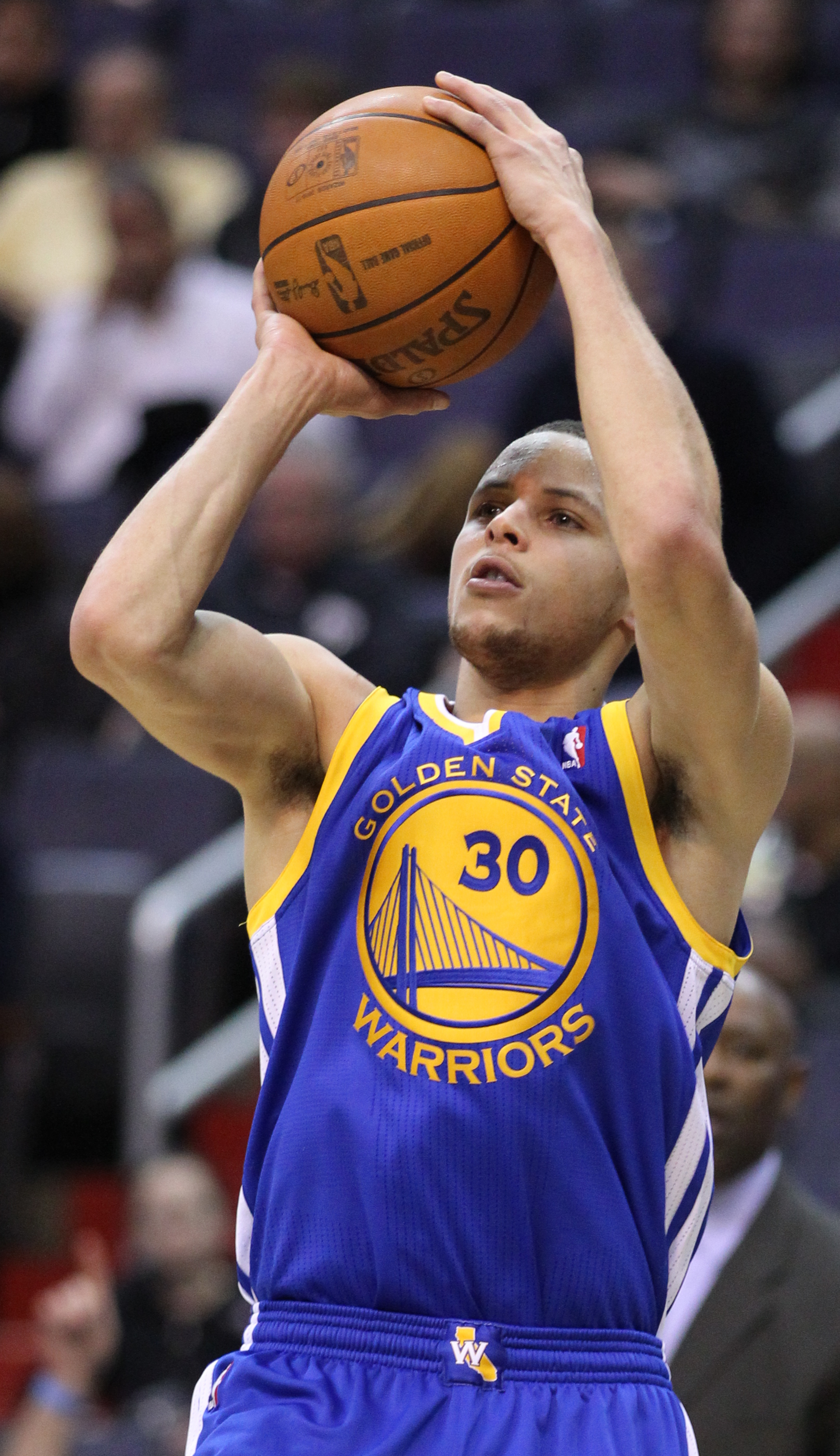
ステフィン・カリー (2015, 2021)

| * | 殿堂入り |
| ^ | 現役選手 |

| 開催年 | 選手                          | チーム                             |
| ------ | ----------------------------- | ---------------------------------- |
| 1986   | ラリー・バード*               | ボストン・セルティックス           |
| 1987   | ラリー・バード* (2)           | ボストン・セルティックス           |
| 1988   | ラリー・バード* (3)           | ボストン・セルティックス           |
| 1989   | デール・エリス                | シアトル・スーパーソニックス       |
| 1990   | クレイグ・ホッジス            | シカゴ・ブルズ                     |
| 1991   | クレイグ・ホッジス (2)        | シカゴ・ブルズ                     |
| 1992   | クレイグ・ホッジス (3)        | シカゴ・ブルズ                     |
| 1993   | マーク・プライス              | クリーブランド・キャバリアーズ     |
| 1994   | マーク・プライス (2)          | クリーブランド・キャバリアーズ     |
| 1995   | グレン・ライス                | マイアミ・ヒート                   |
| 1996   | ティム・レグラー              | ワシントン・ブレッツ               |
| 1997   | スティーブ・カー              | シカゴ・ブルズ                     |
| 1998   | ジェフ・ホーナセック          | ユタ・ジャズ                       |
| 1999   | ロックアウトにより中止        | ロックアウトにより中止             |
| 2000   | ジェフ・ホーナセック (2)      | ユタ・ジャズ                       |
| 2001   | レイ・アレン*                 | ミルウォーキー・バックス           |
| 2002   | ペジャ・ストヤコヴィッチ      | サクラメント・キングス             |
| 2003   | ペジャ・ストヤコヴィッチ (2)  | サクラメント・キングス             |
| 2004   | ボション・レナード            | デンバー・ナゲッツ                 |
| 2005   | クエンティン・リチャードソン  | フェニックス・サンズ               |
| 2006   | ダーク・ノヴィツキー*         | ダラス・マーベリックス             |
| 2007   | ジェイソン・カポノ            | マイアミ・ヒート                   |
| 2008   | ジェイソン・カポノ (2)        | トロント・ラプターズ               |
| 2009   | デカン・クック                | マイアミ・ヒート                   |
| 2010   | ポール・ピアース*             | ボストン・セルティックス           |
| 2011   | ジェームズ・ジョーンズ        | マイアミ・ヒート                   |
| 2012   | ケビン・ラブ^                 | ミネソタ・ティンバーウルブズ       |
| 2013   | カイリー・アービング^         | クリーブランド・キャバリアーズ     |
| 2014   | マルコ・ベリネッリ            | サンアントニオ・スパーズ           |
| 2015   | ステフィン・カリー^           | ゴールデンステート・ウォリアーズ   |
| 2016   | クレイ・トンプソン^           | ゴールデンステート・ウォリアーズ   |
| 2017   | エリック・ゴードン^           | ヒューストン・ロケッツ             |
| 2018   | デビン・ブッカー^             | フェニックス・サンズ               |
| 2019   | ジョー・ハリス^               | ブルックリン・ネッツ               |
| 2020   | バディ・ヒールド^             | サクラメント・キングス             |
| 2021   | ステフィン・カリー^ (2)       | ゴールデンステート・ウォリアーズ   |
| 2022   | カール＝アンソニー・タウンズ^ | ミネソタ・ティンバーウルブズ       |
| 2023   | デイミアン・リラード^         | ポートランド・トレイルブレイザーズ |
| 2024   | デイミアン・リラード^ (2)     | ミルウォーキー・バックス           |
| 2025   | タイラー・ヒーロー^           | マイアミ・ヒート                   |

## 最多優勝者
| # | 選手                     | 優勝回数 | 優勝年     |
| - | ------------------------ | -------- | ---------- |
| 1 | ラリー・バード*          | 3        | 1986-1988  |
| 1 | クレイグ・ホッジス       | 3        | 1990-1992  |
| 3 | マーク・プライス         | 2        | 1993, 1994 |
| 3 | ジェフ・ホーナセック     | 2        | 1998, 2000 |
| 3 | ペジャ・ストヤコヴィッチ | 2        | 2002, 2003 |
| 3 | ジェイソン・カポノ       | 2        | 2007, 2008 |
| 3 | ステフィン・カリー^      | 2        | 2015, 2021 |
| 3 | デイミアン・リラード^    | 2        | 2023, 2024 |

## 記録
| 選手                         | 得点      | 開催年 |
| ---------------------------- | --------- | ------ |
| ステフィン・カリー           | 31 points | 2021   |
| タイリース・ハリバートン     | 31 points | 2023   |
| バディ・ヒールド             | 31 points | 2025   |
| カール＝アンソニー・タウンズ | 29 points | 2022   |
| デビン・ブッカー             | 28 points | 2018   |
| ルーク・ケナード             | 28 points | 2022   |
| ステフィン・カリー           | 27 points | 2015   |
| ステフィン・カリー           | 27 points | 2019   |
| クレイ・トンプソン           | 27 points | 2016   |
| デビン・ブッカー             | 27 points | 2020   |
| バディ・ヒールド             | 27 points | 2020   |
| マイク・コンリー             | 27 points | 2021   |
| [ 2 ]                        |           |        |

| 選手                         | 得点      | 開催年 |
| ---------------------------- | --------- | ------ |
| カール＝アンソニー・タウンズ | 29 points | 2022   |
| デビン・ブッカー             | 28 points | 2018   |
| ステフィン・カリー           | 28 points | 2021   |
| クレイ・トンプソン           | 27 points | 2016   |
| ステフィン・カリー           | 27 points | 2015   |
| バディ・ヒールド             | 27 points | 2020   |
| マイク・コンリー             | 27 points | 2021   |
| ジョー・ハリス               | 26 points | 2019   |
| デビン・ブッカー             | 26 points | 2020   |
| デイミアン・リラード         | 26 points | 2023   |
| ルーク・ケナード             | 26 points | 2022   |
| トレイ・ヤング               | 26 points | 2022   |
|                              |           |        |

| 選手                   | 得点     | 開催年 |
| ---------------------- | -------- | ------ |
| クレイグ・ホッジス     | 19 shots | 1990   |
| ステフィン・カリー     | 13 shots | 2015   |
| ジョー・ハリス         | 12 shots | 2019   |
| ラリー・バード         | 11 shots | 1985   |
| ヒューバート・デイビス | 11 shots | 1995   |
| ステフィン・カリー     | 11 shots | 2016   |
| ジェイソン・カポノ     | 10 shots | 2007   |
| レイ・アレン           | 10 shots | 2010   |
| カイリー・アービング   | 10 shots | 2012   |
| ステフィン・カリー     | 10 shots | 2016   |
| [ 3 ]                  |          |        |

## その他
- 1988年のコンテストに出場したラリー・バードは、ファイナルラウンドのラストショットを放った直後に人差し指を上に突き上げるという有名なエピソードを残すとともに、3連覇を達成した。
- 歴代最高得点は、2021年ファーストラウンドのステフィン・カリー、2023年ファイナルラウンドのタイリース・ハリバートン、2025年ファイナルラウンドのバディ・ヒールドが記録した31点、歴代最高連続成功数は1991年のクレイグ・ホッジスが記録した19回である。
- 歴代最低得点は1988年セカンドラウンドのデトレフ・シュレンプと1990年ファーストラウンドのマイケル・ジョーダンが記録した5点。

## 参考
- NBA.com の解説